# Status constructus
De status constructus is de vorm die een zelfstandig of bijvoeglijk naamwoord in vele Afro-Aziatische talen kan aannemen wanneer dit naamwoord het voorwerp van een bezitsrelatie uitmaakt. Bij uitbreiding wordt de term ook gebruikt voor de "genitiefverbindingen" in kwestie. Kenmerkend voor status constructus-verbindingen is, dat alleen het tweede bestanddeel met een bepaald lidwoord gemarkeerd kan worden.
Buiten de Semitische talen hebben ook andere Afro-Aziatische talen, zoals het Berbers en het Egyptisch, vergelijkbare constructies al geldt daar de regel van het lidwoord niet.

## Semitische talen

### Arabisch
In het Arabisch verschijnt de status constructus in de idafa. Een idafa is een constructie van het type ['[ X ]SD'[ Y ]SN] SN] waarin X bepaald is (de genitiefverbinding komt nooit voor met een onbepaald eerste element). De bezitsrelatie van het eerste element X met het tweede Y wordt aangeduid door X de vorm van een status constructus te geven. In het Arabisch onderscheidt de status constructus zich doordat hij altijd optreedt zonder het bepaald lidwoord al- en zonder de onbepaalde markeerder -n.
De status constructus is een van de drie toestanden waarin een Arabisch zelfstandig naamwoord voorkomt, naast de status absolutus (onbepaalde toestand) en de status emphaticus (bepaalde toestand, ook wel status determinatus genoemd). Hieronder leest men enkele voorbeelden van elk van de drie toestanden:
1. 'ommon — 'een moeder' [status absolutus]
2. '(a)l-'ommo — 'de moeder' [status emphaticus]
3. 'ommo — 'de moeder van ...' [status constructus]

1. 'Ommon jameelah — 'Een moeder is mooi' (als beschrijving van alle moeders)
2. 'Al-'ommo jameelah — 'De moeder is mooi' (als beschrijving van één welbepaalde moeder)
3. 'Ommo l-waladé jameelah — 'De moeder van de jongen is mooi'

Naamwoorden die in de status constructus staan, zijn tot op zekere hoogte vergelijkbaar met het eerste deel van een samenstelling in het Nederlands.

### Hebreeuws
In het Hebreeuws staat de genitiefverbinding bekend als smichoet (סמיכות, "(het) leunen"). Het eerste naamwoord van de verbinding (dat in de status constructus staat) wordt daarbij aangeduid als nismach ("waarop geleund wordt"), en het tweede (dat in de status emphaticus staat) heet somech ("leunend").
1. davar — 'een ding (of een uitspraak)' [status absolutus]
2. ha-davar — 'het ding' [status emphaticus]
3. dvar — 'de uitspraak van ...' [status constructus]

1. davar qadosh — 'een heilig voorwerp'
2. ha-davar ha-qadosh — 'het heilige voorwerp'
3. dvar ha-melekh ha-qadosh — 'een woord (of ding) van de heilige koning'

### Maltees
In het Maltees, waar de italianiserende term stat kostrutt gangbaar is, wordt de genitiefverbinding enkel gebruikt om een nauwe band aan te duiden. Het naamwoord in de status constructus heet komplement en dat in de status emphaticus heet nom reġġent. Merk op dat het komplement geen gereduceerde vorm aanneemt en zich dus niet van de status absolutus onderscheidt.
1. tarf — 'uiteinde' [status absolutus]
2. it-tarf — 'het uiteinde' [status emphaticus]
3. tarf — 'het uiteinde van ...' [status constructus]

1. tarf miftuħ — 'een open uiteinde'
2. it-tarf il-miftuħ — 'het open uiteinde'
3. tarf il-ġnien — 'het uiteinde van de tuin'